# Tajemnica Sittaford
Tajemnica Sittaford (ang. The Sittaford Mystery lub The Murder at Hazelmor) – powieść kryminalna Agathy Christie, wydana po raz pierwszy w 1931 roku.

## Fabuła
W małej, odciętej od świata przez śnieżycę, wiosce Sittaford grupka mieszkańców postanawia zabawić się w seans spirytystyczny. Przy wirującym stoliku gość z zaświatów oznajmia, że mieszkającego w pobliskim miasteczku kapitana Trevelyana właśnie zamordowano. Uczestnicy spotkania nie mają pewności, czy należy brać te słowa na poważnie, jednak obecny wśród nich major Burnaby, przyjaciel Trevelyana, postanawia upewnić się, że wszystko jest w porządku. Okazuje się, że kapitan Trevelyan rzeczywiście zginął. O zbrodnię wkrótce zostaje oskarżony jego siostrzeniec. Narzeczona oskarżonego, Emilia Trefusis, która jako jedyna nie daje wiary słowom policji, postanawia rozwiązać zagadkę. Przyjeżdża do Sittaford, gdzie z pomocą pewnego dziennikarza rozpoczyna śledztwo.

## Rozwiązanie
Zbrodnię popełnił major Burnaby - ów przyjaciel Trevelyana, który w dniu morderstwa, rzekomo zaniepokojony, postanowił sprawdzić, co dzieje się z kapitanem. To on podczas seansu spirytystycznego popychał stolik, by zaślepieni współuczestnicy seansu myśleli, że wiadomość o śmierci Trevelyana naprawdę przekazał im duch i przez to uwierzyli w dobre intencje majora, który szedł do niego sprawdzić "czy wszystko jest w porządku". Trasę do domu kapitana przemierzył na nartach, czego nikt nie podejrzewał. Jak się okazało w wyniku ustalenia czasu zgonu Trevelyana - gdyby Burnaby rzeczywiście szedł na piechotę, nie miałby możliwości zamordować przyjaciela.